# كنيسة القديس يوحنا الإنجيلي الأنجليكانية (إزمير)
كنيسة القديس يوحنا الإنجيلي الأنجليكانية  (بالتركيَّة: Aziz Yuhanna Katedrali) وتعرف أيضًا باسم كنيسة القديس يوحنا هي كنيسة أنجليكانية تقع في مدينة إزمير، وتتبع الكنيسة الليتورجية الآنكلو كاثوليكية وتستخدم خلال القداس البخور والماء المقدس.
يبرز في الكنيسة جرن المعمودية الموجود بالقرب من المدخل الرئيسي للكنيسة، والذي يرمز إلى حقيقة أنَّ الأنجليكان يصبحون في المعمودية أعضاء في الكنيسة. في عام 1904 عُين أسقفًا جديدًا وهو المطران وليم كولينز، كأسقف في أبرشية إزمير. خلال زيارته لطقس التثبيت في عام 1911، توفي المطران كولينز على متن سفينة في خليج أزمير، ودفن في سرداب كنيسة القديس يوحنا. تخدم الكنيسة المجتمع المسيحي المحلي من أبناء الطائفة الأنجليكانيَّة.